# Рой (Нью-Мексико)
Рой (англ. Roy) — селище (англ. village) в США, в окрузі Гардінґ штату Нью-Мексико. Населення — 193 особи (2020).

## Географія
Рой розташований за координатами 35°56′42″ пн. ш. 104°11′47″ зх. д. / 35.94500° пн. ш. 104.19639° зх. д. (35.945095, -104.196288).  За даними Бюро перепису населення США в 2010 році селище мало площу 5,29 км², уся площа — суходіл.

### Клімат
Містечко знаходиться у зоні, котра характеризується кліматом тропічних степів. Найтепліший місяць — липень із середньою температурою 22.9 °C (73.3 °F). Найхолодніший місяць — січень, із середньою температурою 0.8 °С (33.4 °F).
| Клімат Роя              | Клімат Роя | Клімат Роя | Клімат Роя | Клімат Роя | Клімат Роя | Клімат Роя | Клімат Роя | Клімат Роя | Клімат Роя | Клімат Роя | Клімат Роя | Клімат Роя | Клімат Роя |
| Показник                | Січ.       | Лют.       | Бер.       | Квіт.      | Трав.      | Черв.      | Лип.       | Серп.      | Вер.       | Жовт.      | Лист.      | Груд.      | Рік        |
| Абсолютний максимум, °C | 26,7       | 27,8       | 30         | 34,4       | 37,8       | 39,4       | 40         | 40         | 36,7       | 33,9       | 27,8       | 25,6       | 40         |
| Середній максимум, °C   | 8,6        | 10,7       | 14,7       | 19,8       | 24,2       | 29,3       | 31         | 29,4       | 26,1       | 20,9       | 13,7       | 8,9        | 19,8       |
| Середня температура, °C | 0,8        | 2,6        | 6,1        | 10,8       | 15,6       | 20,7       | 22,9       | 21,8       | 18,1       | 12,3       | 5,5        | 1,2        | 11,5       |
| Середній мінімум, °C    | −7         | −5,5       | −2,6       | 1,8        | 6,9        | 12,1       | 14,9       | 14,2       | 10,1       | 3,8        | −2,8       | −6,5       | 3,3        |
| Абсолютний мінімум, °C  | −31,1      | −28,3      | −25        | −15        | −6,7       | 1,7        | 4,4        | 4,4        | −7,8       | −17,8      | −26,7      | −26,1      | −31,1      |
| Норма опадів, мм        | 10         | 9          | 16         | 25         | 52         | 52         | 73         | 78         | 48         | 28         | 16         | 11         | 419        |
| Днів з опадами          | 3          | 2          | 3          | 4          | 6          | 6          | 9          | 9          | 6          | 4          | 3          | 2          | 57         |
| ----------------------- | ---------- | ---------- | ---------- | ---------- | ---------- | ---------- | ---------- | ---------- | ---------- | ---------- | ---------- | ---------- | ---------- |
| Джерело: Weatherbase    |            |            |            |            |            |            |            |            |            |            |            |            |            |

## Демографія
Згідно з переписом 2010 року, у селищі мешкали 234 особи в 123 домогосподарствах у складі 64 родин. Густота населення становила 44 особи/км².  Було 191 помешкання (36/км²).
Расовий склад населення:
| - 83,8 % — білих - 1,3 % — корінних американців - 0,9 % — чорних або афроамериканців - 12,4 % — осіб інших рас |

До двох чи більше рас належало 1,7 %. Частка іспаномовних становила 58,1 % від усіх жителів.
За віковим діапазоном населення розподілялося таким чином: 13,7 % — особи молодші 18 років, 55,1 % — особи у віці 18—64 років, 31,2 % — особи у віці 65 років та старші. Медіана віку мешканця становила 55,0 року. На 100 осіб жіночої статі у селищі припадало 108,9 чоловіків;  на 100 жінок у віці від 18 років та старших — 117,2 чоловіків також старших 18 років.
Середній дохід на одне домашнє господарство  становив 37 026 доларів США (медіана — 27 500), а середній дохід на одну сім'ю — 47 280 доларів (медіана — 38 750). За межею бідності перебувало 22,1 % осіб, у тому числі 35,7 % дітей у віці до 18 років та 30,8 % осіб у віці 65 років та старших.
Цивільне працевлаштоване населення становило 73 особи. Основні галузі зайнятості: освіта, охорона здоров'я та соціальна допомога — 23,3 %, публічна адміністрація — 21,9 %, науковці, спеціалісти, менеджери — 19,2 %.